# Merbitz
Merbitz – osiedle Drezna, położone w zachodniej części miasta.
W średniowieczu słowiańska osada, założona prawdopodobnie w X wieku. Najstarsza wzmianka o wsi Merenwicz pochodzi z 1332. W 1834 wieś zamieszkiwało 113 osób, w 1910 – 171 osób. W 1950 połączona z wsią Brabschütz, w 1994 włączona do gminy Mobschatz, a w 1999 przyłączona wraz z gminą w granice Drezna.
Graniczy z osiedlami Mobschatz, Ockerwitz, Podemus i Alt-Leuteritz.